# アレン・ジョンソン

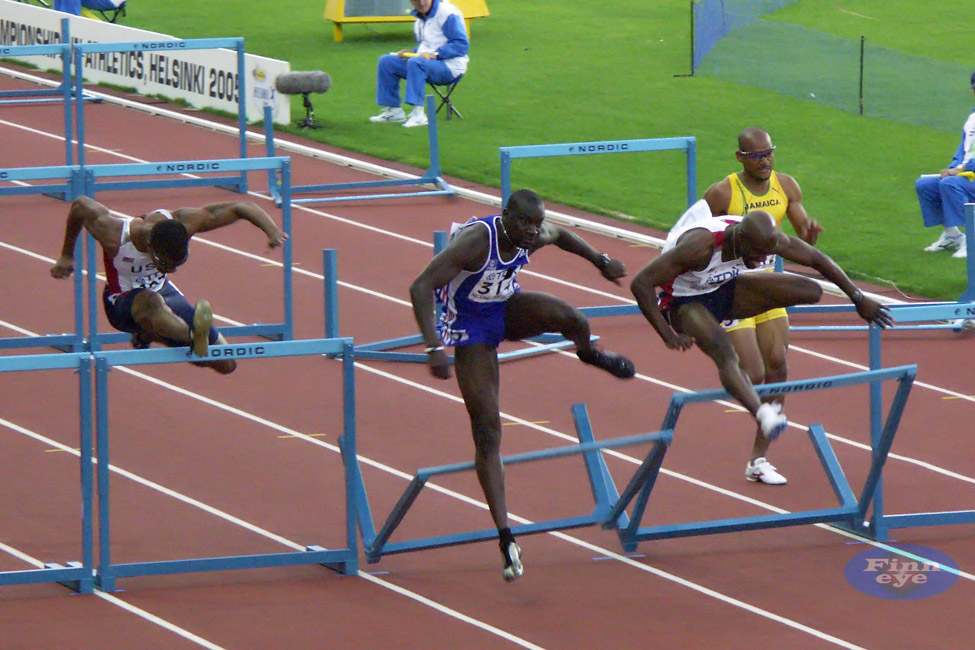
2005年世界選手権でハードルをなぎ倒すジョンソン（右）

アレン・ジョンソン（Allen Kenneth Johnson, 1971年3月1日 - ）は、アメリカ合衆国の陸上競技選手である。1996年アトランタオリンピック男子110メートルハードルで金メダルを獲得した。ハードルなぎ倒し男の異名を持ち、倒して通過することを得意としている。彼自身、腿で引っ掛けて倒すことを意識しており、自分は最良の倒し方をしているとも話している。

## 経歴
ワシントンD.C.に生まれ、ノースカロライナ大学に通っていたジョンソンは万能選手であり、走高跳や走幅跳、十種競技でも専門種目であるハードルに近い実力を持っていた。在学中の1992年、NCAAの室内陸上競技選手権大会の55メートルハードルにおいて優勝している。
1995年から1997年にかけて、ジョンソンは男子110mハードルを席巻する記録を残した。1995年2月、それまで110mハードルで44連勝中だったコリン・ジャクソン（イギリス、当時の世界記録保持者）を破って注目を集めた。勢いそのまま、3月の世界室内選手権の60メートルハードルを7秒39の大会新記録（当時）で制すると、その年の世界選手権でも、トニー・ジャレット（イギリス）、ロジャー・キングダム（アメリカ）といった強豪を抑えて優勝した。更に同年、自己記録を12秒98まで伸ばしている。1996年には、6月の全米選手権で当時世界歴代2位となる12秒92をマークすると、地元開催のアトランタオリンピックでも2位に大差をつけ、12秒95のオリンピック新記録（当時）で優勝。8月には2度目の12秒92をマークするなど、この年だけで3度の12秒台を記録した。1997年には、世界選手権でのコリン・ジャクソンとの対決が注目されたが、ジョンソンが難なく勝利し、2連覇を達成した。
1999年、2000年には故障に悩まされた。1999年世界選手権では、2次予選4位と辛うじての通過であったが、準決勝を棄権。2000年シドニーオリンピック決勝ではハードルを全台なぎ倒し、4着でフィニッシュし、メダル獲得を逃した。ハードルを倒した台数には満足したが、結果には不満足であった。
2001年となり、ジョンソン自身の30歳という年齢、アニエル・ガルシア（キューバ）やテレンス・トランメル（アメリカ）といった若手の台頭などから、ジョンソンの限界説が囁かれるようになった。しかし、この年からジョンソンは、かつての強さを取り戻すかのような結果を残している。2001年世界選手権、グッドウィルゲームズでは、ガルシアとの直接対決に続けて勝利した。2003年世界選手権において、2連覇を達成するとともに、世界選手権4回目の優勝を果たした。これにより、グレッグ・フォスター（アメリカ）が保持していた最多優勝回数を上回った。また、世界室内選手権でも2003年、2004年と2連覇。特に2004年大会では、当時33歳にして60メートルハードルで7秒36の自己ベストをマークし、大会記録をも更新した。この快進撃から、アテネオリンピック金メダルの大本命であったが、2次予選でハードルにつまずきフィニッシュできず、決勝へ進めなかった。
2006年、35歳になったジョンソンは、IAAF陸上ワールドカップにおいて、劉翔（中国）、ダイロン・ロブレス（キューバ）らを破り、12秒96を記録して優勝。この記録はマスターズ世界記録（M 35）である。更に2008年には世界室内選手権で銀メダルを獲得している。ジョンソンは、110メートルハードルにおいて12秒台の記録を11回マークしており、これは史上最多である。2010年7月に競技から引退した。

## 自己ベスト
| 種目         | 記録   | 風速     | 場所                               | 日付          | 備考        |
| ------------ | ------ | -------- | ---------------------------------- | ------------- | ----------- |
| 60m          | 6秒62  | （室内） | マドリード（スペイン）             | 1998年2月3日  |             |
| 100m         | 10秒41 | -0.2m/s  | ローリー（アメリカ合衆国）         | 1999年6月12日 |             |
| 200m         | 20秒26 | +1.9m/s  | ストックホルム（スウェーデン）     | 1997年7月7日  |             |
| 400m         | 47秒92 | -        | マイアミ（アメリカ合衆国）         | 1999年3月13日 |             |
| 60mハードル  | 7秒36  | （室内） | ブダペスト（ハンガリー）           | 2004年3月6日  | 世界歴代4位 |
| 110mハードル | 12秒92 | +0.9m/s  | アトランタ（アメリカ合衆国）       | 1996年6月23日 | 世界歴代8位 |
| 110mハードル | 12秒92 | +0.2m/s  | ブリュッセル（ベルギー）           | 1996年8月23日 | 世界歴代8位 |
| 走幅跳       | 8m14   | （室内） | ジョンソンシティ（アメリカ合衆国） | 1993年2月19日 |             |

## 主な成績
| 年   | 大会                               | 場所                           | 種目  | 結果 | 記録   | 備考       |
| ---- | ---------------------------------- | ------------------------------ | ----- | ---- | ------ | ---------- |
| 1994 | IAAF陸上ワールドカップ             | ロンドン（イギリス）           | 110mH | 2位  | 13秒29 |            |
| 1995 | 世界室内選手権                     | バルセロナ（スペイン）         | 60mH  | 1位  | 7秒39  | 大会新記録 |
| 1995 | 世界選手権                         | イェーテボリ（スウェーデン）   | 110mH | 1位  | 13秒00 |            |
| 1995 | IAAFグランプリファイナル           | モンテカルロ（モナコ）         | 110mH | 2位  | 13秒09 |            |
| 1996 | オリンピック                       | アトランタ（アメリカ合衆国）   | 110mH | 1位  | 12秒95 | 五輪新記録 |
| 1997 | 世界選手権                         | アテネ（ギリシャ）             | 110mH | 1位  | 12秒93 |            |
| 1998 | グッドウィルゲームズ               | ニューヨーク（アメリカ合衆国） | 110mH | 2位  | 13秒10 |            |
| 2000 | オリンピック                       | シドニー（オーストラリア）     | 110mH | 4位  | 13秒23 |            |
| 2001 | 世界選手権                         | エドモントン（カナダ）         | 110mH | 1位  | 13秒04 |            |
| 2001 | グッドウィルゲームズ               | ブリスベン（オーストラリア）   | 110mH | 1位  | 13秒16 |            |
| 2001 | IAAFグランプリファイナル           | メルボルン（オーストラリア）   | 110mH | 2位  | 13秒28 |            |
| 2002 | IAAF陸上ワールドカップ             | マドリード（スペイン）         | 110mH | 2位  | 13秒45 |            |
| 2003 | 世界室内選手権                     | バーミンガム（イギリス）       | 60mH  | 1位  | 7秒47  |            |
| 2003 | 世界選手権                         | パリ（フランス）               | 110mH | 1位  | 13秒12 |            |
| 2003 | IAAFワールドアスレチックファイナル | モンテカルロ（モナコ）         | 110mH | 1位  | 13秒11 |            |
| 2004 | 世界室内選手権                     | ブダペスト（ハンガリー）       | 60mH  | 1位  | 7秒36  | 大会新記録 |
| 2004 | IAAFワールドアスレチックファイナル | モンテカルロ（モナコ）         | 110mH | 1位  | 13秒16 |            |
| 2005 | 世界選手権                         | ヘルシンキ（フィンランド）     | 110mH | 3位  | 13秒10 |            |
| 2005 | IAAFワールドアスレチックファイナル | モンテカルロ（モナコ）         | 110mH | 1位  | 13秒09 |            |
| 2006 | IAAFワールドアスレチックファイナル | シュトゥットガルト（ドイツ）   | 110mH | 3位  | 13秒01 |            |
| 2006 | IAAF陸上ワールドカップ             | アテネ（ギリシャ）             | 110mH | 1位  | 12秒96 | 大会新記録 |
| 2007 | IAAFワールドアスレチックファイナル | シュトゥットガルト（ドイツ）   | 110mH | 6位  | 13秒36 |            |
| 2008 | 世界室内選手権                     | バレンシア（スペイン）         | 60mH  | 2位  | 7秒55  |            |